# Історія розвитку уявлень про Всесвіт
З ранніх часів людина замислювалася про будову навколишнього світу як єдиного цілого. І в кожній культурі її розуміли й уявляли по-різному. Так, у Вавилоні життя Землі тісно пов'язували з рухом зір, а в Китаї ідеї гармонії переносили на весь Всесвіт.
Розвиток цих уявлень у різних частинах світу йшов по-різному. Але якщо в Старому світі накопичені знання та уявлення в цілому нікуди не зникли, передаючись від однієї цивілізації до іншої, то про Новий світ такого сказати не можна. Виною тому — колонізація Америки європейцями, під час якої знищено багато пам'яток давніх культур..
У період Середньовіччя уявлення про світ як єдине ціле не зазнало істотних змін. Цьому є дві причини. Перша — сильний тиск ортодоксальних богословів, характерний як католицькій Європі, так і ісламському світу. Друга — спадщина минулого, коли уявлення про світ будувалися з філософських концепцій. Потрібно було зрозуміти, що астрономія є частиною фізики.
Перший значний поштовх у бік сучасних уявлень про Всесвіт зробив Коперник. Другий за величиною внесок зробили Кеплер і Ньютон. Але насправді революційні зміни в наших уявленнях про Всесвіт відбулися лише в XX столітті. Ще навіть на його початку деякі вчені вважали, що Чумацький Шлях — весь Всесвіт.

## Космогонія
Космогонія — вчення про походження або про створення Всесвіту. Від часів Гесіода вона слугувала сюжетом безлічі філософських трактатів.
Нині космогонія є галуззю науки, що вивчає утворення та розвиток усіх астрономічних об'єктів. Системологія розглядає неперервність і системність природи, зокрема системогенез об'єктів — народження, життя, переродження та еволюцію систем-об'єктів та об'єктів світобудови. Космогонія охоплює неперервність життя космосу в його різноманітті. Астрофізика розглядає фізику світобудови, а космогонія відображає еволюційний процес світобудови, відбиваючи його історію та тенденції.
Космогонія (грец. kosmogonía, від kósmos — світ, Всесвіт і gone, goneia — народження) — галузь науки, в якій вивчається походження та розвиток космічних тіл та їх систем: зір і зоряних скупчень, галактик, туманностей, Сонячної системи та всіх тіл, що входять до неї — Сонця, планет (включно з Землею), їх супутників, астероїдів (або малих планет), комет, метеоритів.— ВРЕ
Вивчення космогонічних процесів є одним із головних завдань астрофізики. Оскільки всі небесні тіла виникають і розвиваються, ідеї про їхню еволюцію тісно пов'язані з уявленнями про природу цих тіл взагалі. У сучасній космогонії широко використовують методологію фізики та хімії.

## Стародавня космографія та рання астрономія

### Цивілізації Азії та Середземномор'я

#### Месопотамія
На відносно невеликій території між Тигром та Євфратом, послідовно змінюючи одна одну, існувало кілька культур. Їхні космогонічні погляди схожі між собою. Змінюються імена богів, деякі деталі, але сутність залишається.
Згідно з описом Діодора Сицилійського, в народів Месопотамії Всесвіт ділиться на три світи: небесний світ бога Ану, надземний світ Бела, що ототожнюється з Енлілем, і підземний світ, де панує Еа. Другий світ, надземний, подібний до гори і має вигляд перекинутої круглої барки, видовбаної знизу. Небесний світ повторює форму наземного, відмежовуючись від нього небесним океаном. Сонце ходить зі сходу на захід, дотримуючись установленого шляху, так само як і зорі.
Що стосується астрономічних знань, то тут все значно складніше. По-перше, датування найдавніших і, по суті, єдиних джерел на цю тему MUL.APIN і «Астролябії» вкрай неточне і в різних роботах може відрізнятися на тисячоліття, хоча більшість дослідників схиляються до каситського періоду. По-друге, об'єкти, описані в астролябіях та MUL.APIN, досі ототожнені лише частково, хоча гіпотез висловлено чимало. По-третє, крім як про нерухомість зір з цих джерел, про уявлення давньовавилонських астрономів нічого сказати неможливо: немає жодного пояснення щодо руху планет і немає нічого про власний рух зір, який було неважко помітити, зважаючи на період і точність спостережень.
Також немає впевненості в тому, як розраховувався рух зір. Частина дослідників стверджують, що вавилоняни вже використовували сферичну систему координат, проте опоненти, спираючись на протиріччя з космогонічними поглядами та низку інших невідповідностей, оскаржують цю точку зору.

#### Стародавній Єгипет
У єгипетській міфології не існувало єдиних уявлень про створення світу, натомість існували кілька різних версій.
Так, в одній ставили в центр світобудови сонячного бога Ра і вважали його за батька всіх інших богів. Він і вісім його нащадків утворювали так звану еннеаду Геліополіса. За геліопольською легендою, Атум з'явився з початкових вод, і з його волі з них почав зростати священний камінь Бенбен. Стоячи на його вершині, Атум породив Шу, бога повітря, і Тефнут, богиню вологи. Ця пара народила своїх дітей, Ґеба, бога землі, і Нут, богиню неба. Ці перші покоління богів представляють в еннеаді основу творіння. Геб і Нут породили на світ Осіріса, Ісіду, Сета і Нафтиду, що уособлюють відповідно родючу заплаву Нілу і безплідну пустелю.
Протилежна версія існувала у місті Гермополісі, де вважали, що світ походить від восьми стародавніх божеств, так званої огдоади. Ця вісімка складалася з чотирьох пар богів і богинь, що символізують елементи творіння. Нун і Наунет відповідають споконвічним водам, Ху і Хаухет — нескінченності простору, Кук і Каукет — вічній темряві. Четверта пара неодноразово змінювалася, але, починаючи від Нового царства, вона складається з Амона та Амонета, що уособлюють невидимість та повітря. За гермопольською версією, ці божества були матерями та батьками бога сонця, який приніс світло й подальше творіння.
Простір світу був для єгиптян однорідним і ізотропним. Кожен великий храм вважався особливим місцем, згустком буття. Особливими місцями були й піраміди зі своєю складною та загадковою топологією. А вплив на́пряму течії Нілу з півдня на північ був вкрай сильним. Настільки, що коли єгипетські війська побачили Євфрат, що тече в протилежному напрямку, вони назвали його перевернутою річкою (Му кеду, досл. «Перевернута вода», трансліт. єгип. mw-qd.w).
З астрономічних текстів у оригіналі до нашого часу нічого не дійшло, крім художніх розписів на саркофагах часів Середнього царства та написів часів Нового царства. Також до астрономічних документів можна віднести й карти деканів. Очевидно, йдеться про зорі чи сузір'я, але впевнено ототожнити можна лише Сіріус і Оріон. Можливо, стародавні єгиптяни мали свій спосіб обчислення полрження деканів, що значно відрізняється від нашого і на початок Середнього царства втрачений.

#### Стародавня Греція

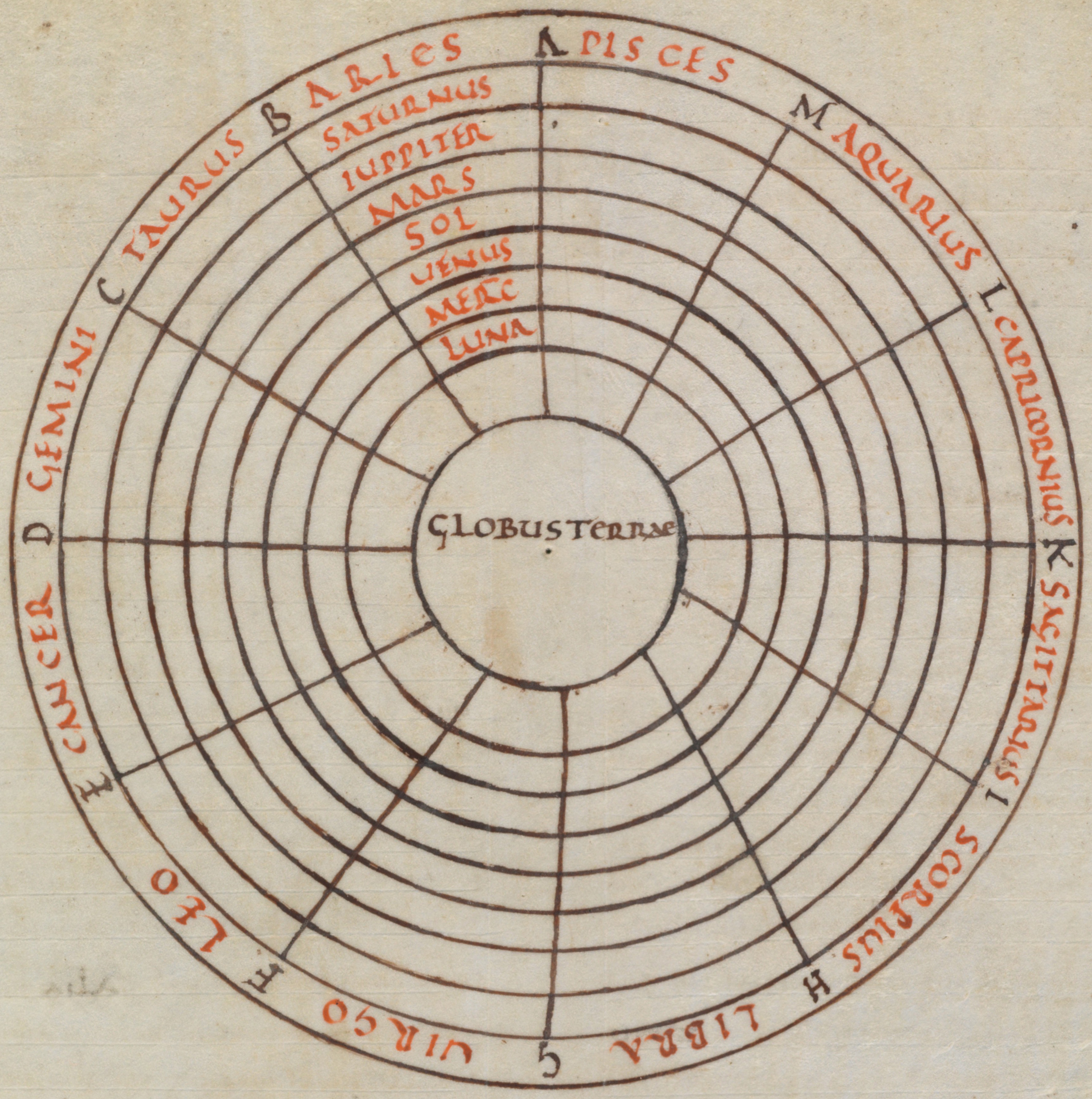
Одне з ранніх зображень геоцентричної системи, що дійшли до нас (Макробій, Коментар на Сон Сципіона, рукопис IX століття)

Стародавня Греція, як і багато інших стародавніх цивілізацій, створила своє уявлення про Всесвіт. Але унікальність стародавньої Греції полягала в тому, що вона мала не одну модель: різні філософські школи висунули вкрай різні моделі світу, і кожна була так чи інакше «аргументована».
Ранні філософські школи виділяли ті чи інші речовини чи фігури як основні. Через ці основи і будувалися ранні уявлення про Всесвіт. Так, у Фалеса з Мілета земний диск плаває у воді, в Анаксимандра просто циліндр плаває в нескінченному просторі тощо.
Піфагорійці запропонували піроцентричну модель Всесвіту, в якій зорі, Сонце, Місяць та шість планет обертаються навколо Центрального Вогню (Гестії). Щоб у сумі вийшло священне число — десять — сфер, шостою планетою оголосили «Антиземлю» (Антихтон). Як Сонце, так і Місяць, за цією теорією, світили відбитим світлом Гестії. Цю систему світу описав Філолай Кротонський.
Більшість давньогрецьких учених, однак, були прихильниками геоцентричної системи світу, також заснованої піфагорійцями.
Відстані між світилами в піфагорійців відповідали музичним інтервалам у гамі; при їх обертанні звучить «музика сфер», якої ми не чуємо. Піфагорійці вважали Землю кулястою, а дехто з них (Екфант і Гікет із Сіракуз) навіть пояснювали зміни дня і ночі її обертанням навколо осі.
Платон (бл. 428 — бл. 347) аналізував весь світ через призму своїх уявлень про духовну сутність. Це неминуче позначалося і на його устрої світу. Зірки в нього були «божественними сутностями» з тілом і душею. Їхня видима форма — це вогонь, і він світить для того, щоб вони виглядали найяскравішими і найпрекраснішими. А для подібності до Цілісного їх створено кулястими. Космос у поданні Платона не вічний, оскільки все, що відчувається, є річчю, а речі старіють і вмирають. Більш того, саме Час народився разом із Космосом.
Платон першим запропонував розкласти нерівномірні рухи світил на «досконалі» рухи по колах. На цей заклик відгукнувся Евдокс Кнідський. У своїх творах, що не збереглися, він виклав теорію гомоцентричних сфер — кінематичну схему руху планет, що пояснює задній рух планет (з кількома накладеними коловими рухами) всього по чотирьох сферах, у центрі яких містилася Земля.

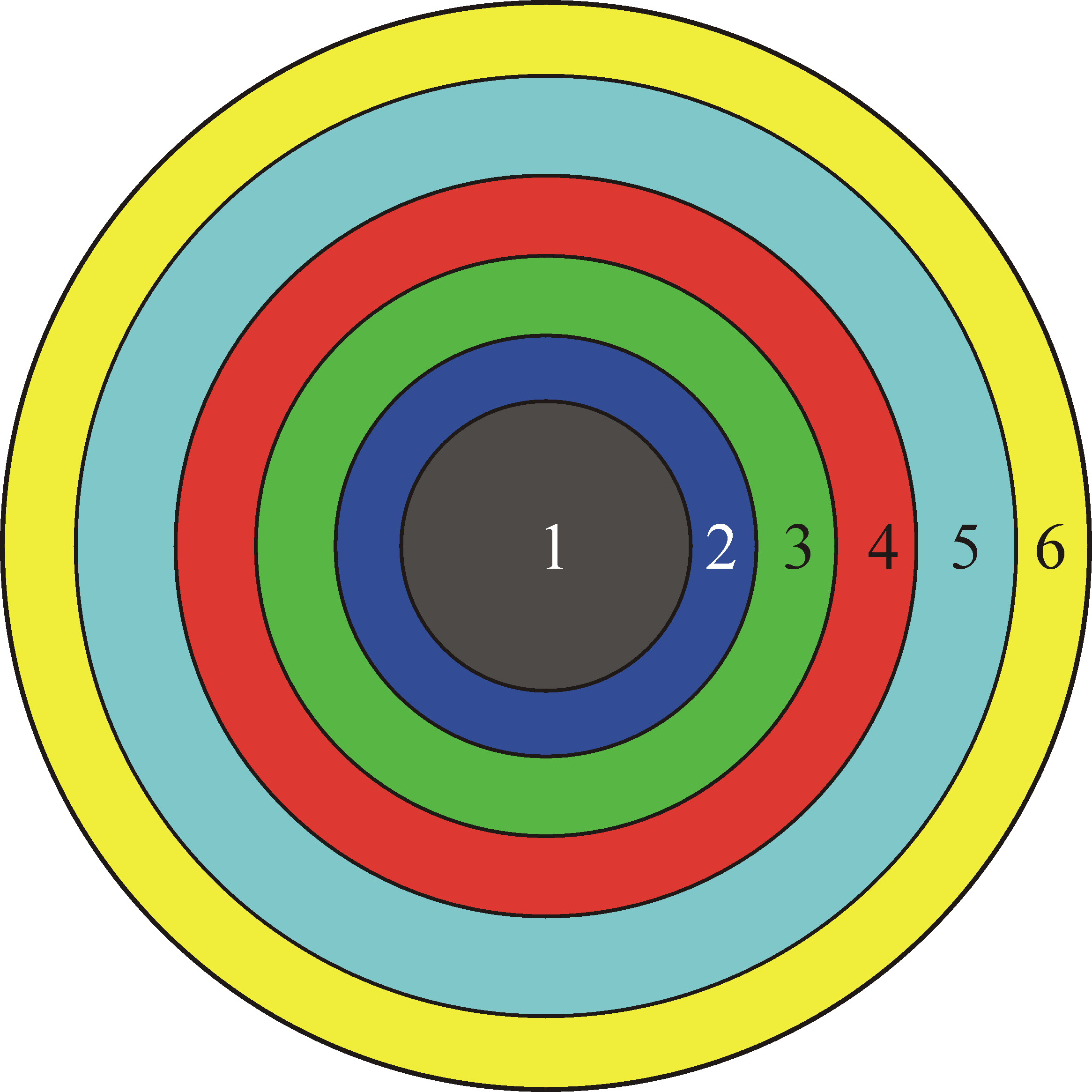
Структура Всесвіту за Арістотелем. Цифрами позначено сфери: землі (1), води (2), повітря (3), вогню (4), ефіру (5), Першодвигун (6). Масштабу не дотримано

Космологічну систему, що мала велике значення в Середньовіччі, створив Арістотель. Він думав, що небесні тіла переносяться в своєму русі твердими небесними сферами, до яких вони прикріплені. На його думку, все, що рухається, рухається чимось зовнішнім, яке, у свою чергу, також чимось рухається, і так далі, поки ми не дійдемо до двигуна, який сам по собі нерухомий — до Першодвигуна. Землю він вважав нерухомою.
Гераклід Понтійський (2-а половина IV століття до н. е.) припускав обертання Землі навколо осі. Крім того, на підставі мізерних відомостей, що дійшли до нас, можна припустити, що Гераклід вважав, що Венера і Меркурій обертаються навколо Сонця, яке, в свою чергу, обертається навколо Землі. Існує й інша реконструкція системи світу Геракліда: і Сонце, і Венера, і Земля обертаються по колах навколо єдиного центра, причому період одного оберту Землі дорівнює року. У такому разі теорія Геракліда була органічним розвитком системи світу Філолая та безпосереднім попередником геліоцентричної системи світу Аристарха.
У першій половині III ст до н. е. Аристарх Самоський запропонував геліоцентричну систему світу. Виходячи з геліоцентричної системи і неспостереження річних паралаксів зір він зробив висновок, що відстань від Землі до Сонця знехтовно мала в порівнянні з відстанню від Сонця до зір. Крім того, він запропонував метод вимірювання відстані до Сонця та Місяця та їхніх розмірів. За його оцінкою, Земля за обсягом у 250 разів менша за Сонце. Хоча чисельно він і помилився, його метод дозволив установити, що Земля набагато менша за Сонце.
Від III століття до н. е. грецька наука засвоїла знання вавилонян, серед яких досягнення в астрономії та математиці. Але греки пішли значно далі. Близько 230 року до н. е. Аполлоній Перзький розробив новий метод подання нерівномірного періодичного руху через базове коло — деферент — і вторинне коло — епіцикл, що кружляє навколо деферента; саме світило рухається епіциклом. В астрономію цей метод увів Гіппарх, який працював на Родосі.
У I столітті до н. е. Гемін оприлюднив думку, що лише здається, що зорі лежать на одній сфері, а насправді вони розташовуються на різних відстанях від Землі. Є підстави вважати, що ця думка також зародилася раніше, у III чи II столітті до н. е., оскільки вона асоціюється з можливістю існування власних рухів зір, можливість яких припускав Гіппарх: наявність таких рухів несумісна з уявленням про зорі як про тіла, закріплені на одній сфері.

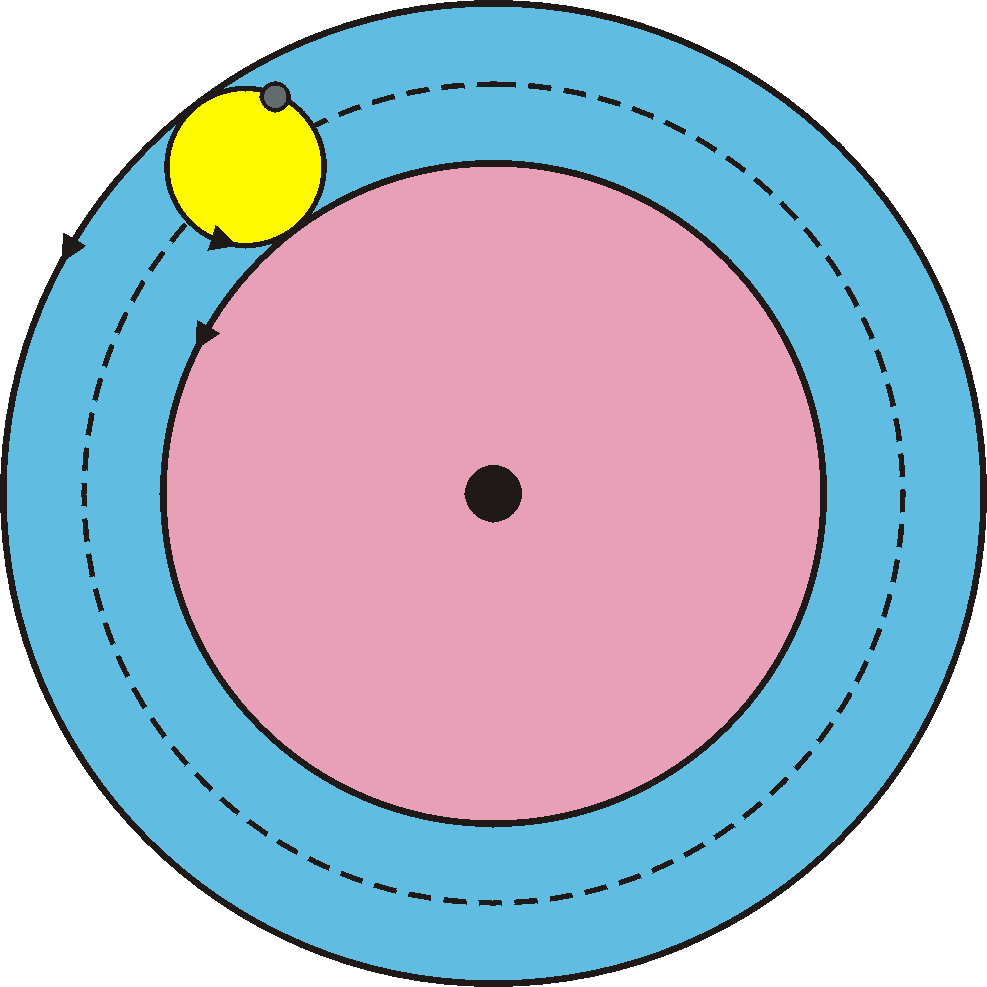
Епіцикл та деферент, відповідно до теорії вкладених сфер

Після тривалого занепаду наприкінці I століття н. е. — на початку II століття н. е. відновлюються дослідження небесних тіл та розробка моделей світу. Теон Смирнський описує теорію вкладених сфер — фізичну теорію, яка намагається пояснити теорію епіциклів. Суть її така. Уявімо дві зроблені з твердого матеріалу концентричні сфери, між якими вміщено маленьку сферу. Середнє арифметичне радіусів великих сфер є радіусом деференту, а радіус малої сфери — радіусом епіциклу. Обертання двох великих сфер змусить маленьку сферу обертатися між ними. Якщо помістити на екватор малої сфери планету, її рух буде точно таким, як у теорії епіциклів; таким чином, епіцикл є екватором малої сфери.
Цієї теорії, з деякими модифікаціями, дотримувався і Птолемей. Він описав її в праці Планетні гіпотези. Там зазначено, зокрема, що найбільша відстань до кожної з планет дорівнює найменшій відстані до планети, що йде після неї, тобто найбільша відстань до Місяця дорівнює найменшій відстані до Меркурія і т. д. Найбільшу відстань до Місяця Птолемей зміг оцінити за допомогою методу, аналогічного методу Аристарха: 64 радіуси Землі. Це дало йому масштаб усього Всесвіту. В результаті вийшло, що зорі розташовані на відстані близько 20 тисяч радіусів Землі. Птолемей також спробував оцінити розміри планет. У результаті випадкової компенсації низки помилок Земля в нього виявилася середнім за розміром тілом Всесвіту, а розміри зір близькими до розміру Сонця.
На думку Птолемея, сукупність ефірних сфер, що належать кожній із планет — це розумна одухотворена істота, де сама планета виконує роль мозкового центру; імпульси (еманації), що йдуть від нього, надають руху сферам, які, своєю чергою, переносять планету. Птолемей наводить таку аналогію: мозок птаха посилає в його тіло сигнали, що змушують рухатися крила, які несуть птаха повітрям. При цьому Птолемей відкидає точку зору Арістотеля про Першодвигун як причину руху планет: небесні сфери здійснюють рухи за своєю волею, і тільки найзовнішня з них приводиться в рух Першодвигуном.
Були й інші спроби надати фізичного сенсу теорії епіциклів, які також ґрунтувалися на геоцентричній системі світу.
Розвивалися також погляди, що виходили за рамки геоцентризму. Так, Птолемей дискутує з деякими вченими (не називаючи їх на ім'я), які припускають добове обертання Землі. Латинський автор V ст. н. е. Марціан Капелла у творі «Шлюб Меркурія і філології» описує систему, в якій Сонце обертається по колу навколо Землі, а Меркурій і Венера — навколо Сонця.

#### Стародавній Китай
Однією з найдавніших пам'яток, що зберігає космографічні погляди стародавнього Китаю, є Чжоу бі суань цзін («Канон розрахунку чжоуського гномона»/«Рахунковий канон чжоуського/всеосяжного гномона»). У ньому описано модель «куполоподібного неба». Не виключено, що як цю модель, так і модель «небесного покривала», що суперничала з нею, китайці запозичили в греків.
Згідно з давньокитайськими віруваннями, світ виник із первісного хаосу, уміщеного у величезне яйце. Усередині цього яйця виник велетень Пань-гу. Він спав протягом 18 000 років, а коли прокинувся, виявив поруч із собою долото та сокиру. З їх допомогою він розколов яйце. Все важке та брудне (інь) утворило землю, все чисте та легке (ян) — небо. Коли через багато тисяч років він помер, його останній подих став вітром і хмарами, зойк — громом, праве око — місяцем, а ліве — сонцем. Його тіло перетворилося на гори, руки й ноги — на чотири частини світу, кров — на річки, шкіра та волосся — на ліси та трави, зуби та кістки — на метали й каміння, жили — на дороги.

#### Стародавня Індія

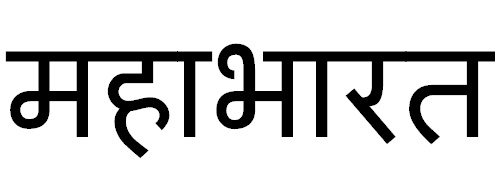
Магабгарата

Уявлення про космос у ведичний період (XVI — VI століття до н. е.) міститься в Магабгараті.
Астрономічні знання на той період описано у Ведах, а також у прилеглій до них Джйотіша-веданзі. В них описано 28 місячних стоянок, накштар, і навіть робляться способи розрахунку положень Сонця й Місяця.
Пізніше, в брахманський період, складено пурани, зокрема Бхаґавата-Пурана, що містить тодішні уявлення про світ. Дослівне її трактування призводить до численних протиріч і логічних проблем усередині самого тексту. Річард Томпсон у циклі своїх праць показав, що більшість із них зникають, якщо розглядати текст як художній опис низки різних проєкцій.
Так, модель Сонячної системи — геогеліоцентрична система Тихо Браге: всі планети, крім Землі, обертаються навколо Сонця, а саме Сонце навколо Землі. Відомі на той момент планети — це Меркурій, Венера, Марс, Юпітер і Сатурн, тобто всі, видимі неозброєним оком. Найдальша орбіта в Сатурна, її оголошено межею поширення світла. Зазначені розміри орбіт усіх відомих планет за порядком узгоджуються зі сучасними вимірюваннями, тоді як учені античної та середньовічної епох дуже занижували масштаби Сонячної системи. Однак справжніх масштабів Всесвіту стародавні індуси не уявляли: як і в Стародавній Греції, зорі вважали чимось близьким, а їхнє світло — відбитим світлом Сонця.
Опис Землі — це проєкція глобуса на площину, з нанесеним видимим рухом Сонця — екліптикою. Пізніше розуміння Землі як плоского диска пов'язане, мабуть, з деградацією розуміння цього опису: його починають розуміти буквально. Річард Томпсон, посилаючись на сторонні дослідження, зазначає, що така деградація відбувалася повсюдно. Є непрямі вказівки, що розмір Землі та її форму теж розуміли правильно. Але при цьому її вважали нерухомою. У значно пізніший період індійський учений Аріабхата у своєму трактаті, виданому в 499 року, припустив, що Земля обертається навколо своєї осі, проте ця гіпотеза не набула поширення.

### Цивілізації Північної та Південної Америк

#### Месоамерика
До цивілізацій Месоамерики належать ацтеки, мая, міштеки, ольмеки, пурепеча, сапотеки, тольтеки, тотонаки, уастеки, чичимеки. І хоча навіть у межах однієї цивілізації у різних галузях життя відмінності могли бути величезними, але щодо загальних поглядів на світ спостерігається єдність із незначними відхиленнями.
Месоамериканці дуже рано почали проводити точні астрономічні спостереження, зазвичай це пов'язують із сільськогосподарськими потребами. Вони точно могли обчислювати сонячні та місячні затемнення, а також координати Венери на небі. Також створено точний календар.
Проте, значне місце в месоамериканських уявленнях займають не результати спостережень, а астрологія та календар. Так, ідея циклічності, закладена в календарі, перекладається на всі події цього світу, періоди цих повторень пов'язують зі священними для месоамериканців числами, такими як 400, 20, 52. Циклічність також є і в космогонії: світ руйнується і відтворюється знову. Усього таких циклів було чотири, поточний — п'ятий[уточнити]. Якщо вважати, що дату початку хронології встановлено правильно, то кінець поточного циклу припадав на 2012 рік.
Будова світу також була схожою: світ має вертикальний і горизонтальний поділ. У проєкції це чотирикутник, кути якого орієнтовані на сторони світу. Через центр світу проходить світове дерево, що поєднує 13 небесних світів, наземний світ та 9 підземних. Кожна частина світу мала свого бога та колір, які в різних народів відрізнялися. Народження світу давала боротьба двох протилежних начал: добра і зла, світла та пітьми тощо.

#### Інки

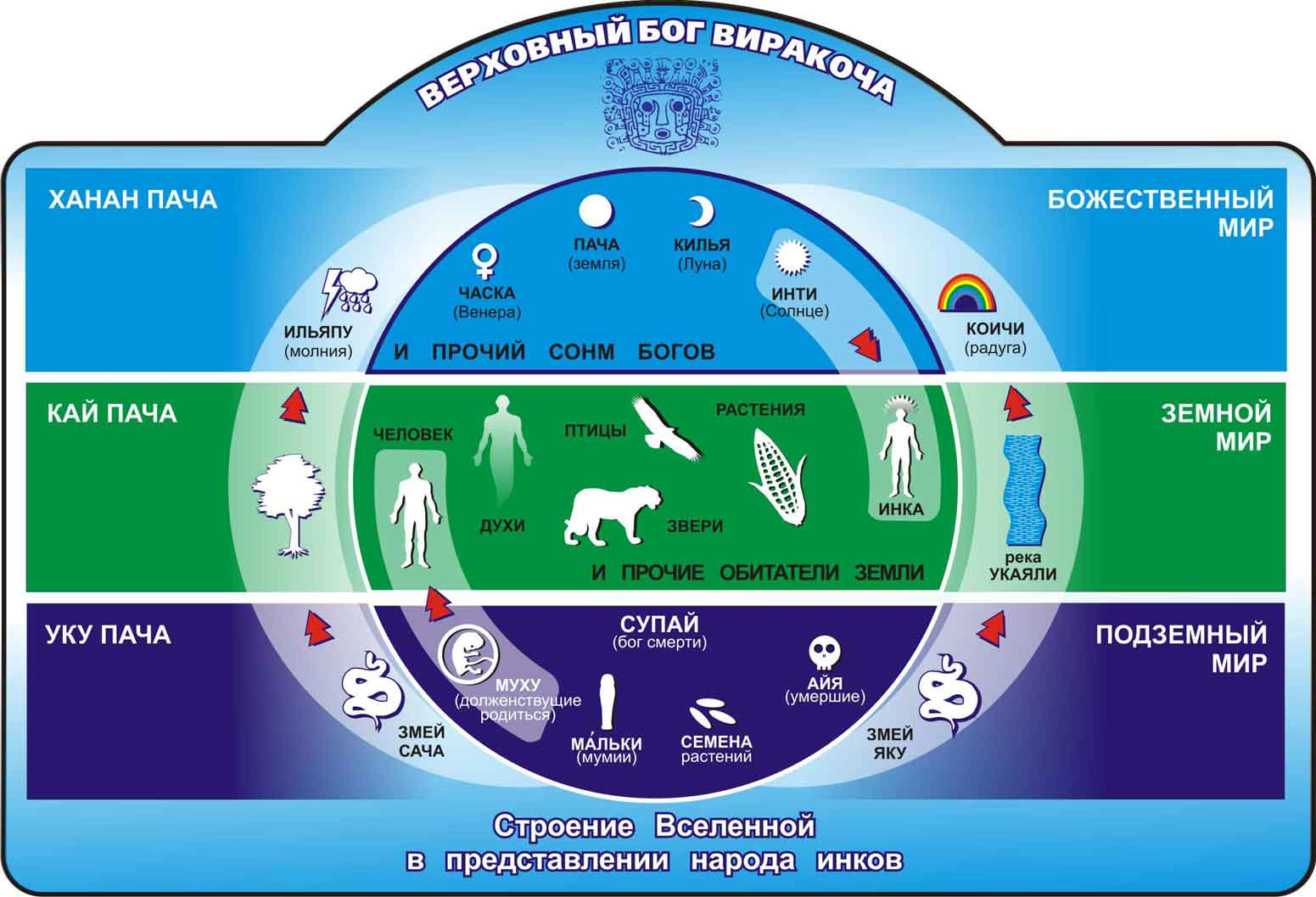
Космологія інків. Три світи: Ханан Пача, Кай Пача, Уку Пача

Світ інків дуже відрізнявся від уявлень про світ, поширених у Європі та Азії. Вони інакше уявляли навколишній світ та масштаби Всесвіту.
Для інків час поєднувався з простором, як це виражається вже в самому слові мовою кечуа pacha, що означає час і простір (довжина, ширина і глибина) одночасно, тобто в одному слові відбито значення відразу чотирьох вимірів і уявлення про статику й динаміку. Ця синонімія між часом і простором означає, що перший показувався безпосередньо і проєктувався на географічний постір. Час Пача ділився на: сьогодення — пача, і минуле-майбутнє — ньявпа-пача. І показано, що він йде по колу:
- як назад, це означає термін ñawpa pacha — минулий час,
- так і вперед, адже це слово означає майбутній час і простір попереду.

Близькими до терміну ньявпа були: урін — давнє і невидима зона, і ханан — недавнє і видима зона.
В уявленні інків існувало три світи: Ханан Пача, Кай Пача, Уку Пача. Горизонт (в умовах гористої місцевості це була не тільки горизонтальна лінія, а й вертикальні та будь-які інші) називали кінрай, у свою чергу передбачувану за горизонтом землю, не видиму спостерігачу, називали кінрайніном.
Походження/початок світу називали — Паккарік пача.
Просторово північ у інків перебувала внизу, а південь — угорі.
У доколумбовому світі, де час показано конкретно, поняття «нуля» не співвідноситься з поняттям «ніщо», як наш «нуль», а співвідноситься чимось конкретним і предметним. Вже сам собою символ «нуль» у інків і мая є чимось відчутним: це шнур без вузла для інків, черепашка для мая і кукурудзяний качан для ацтеків. Іншими словами — початок чогось.
Як показав новий аналіз мови та жестів аймара американськими вченими, індіанці уявляють час навпаки: в уявній просторово-часовій шкалі майбутнє для них залишається позаду, а минуле ще треба побачити.

## Середньовіччя

### Європа

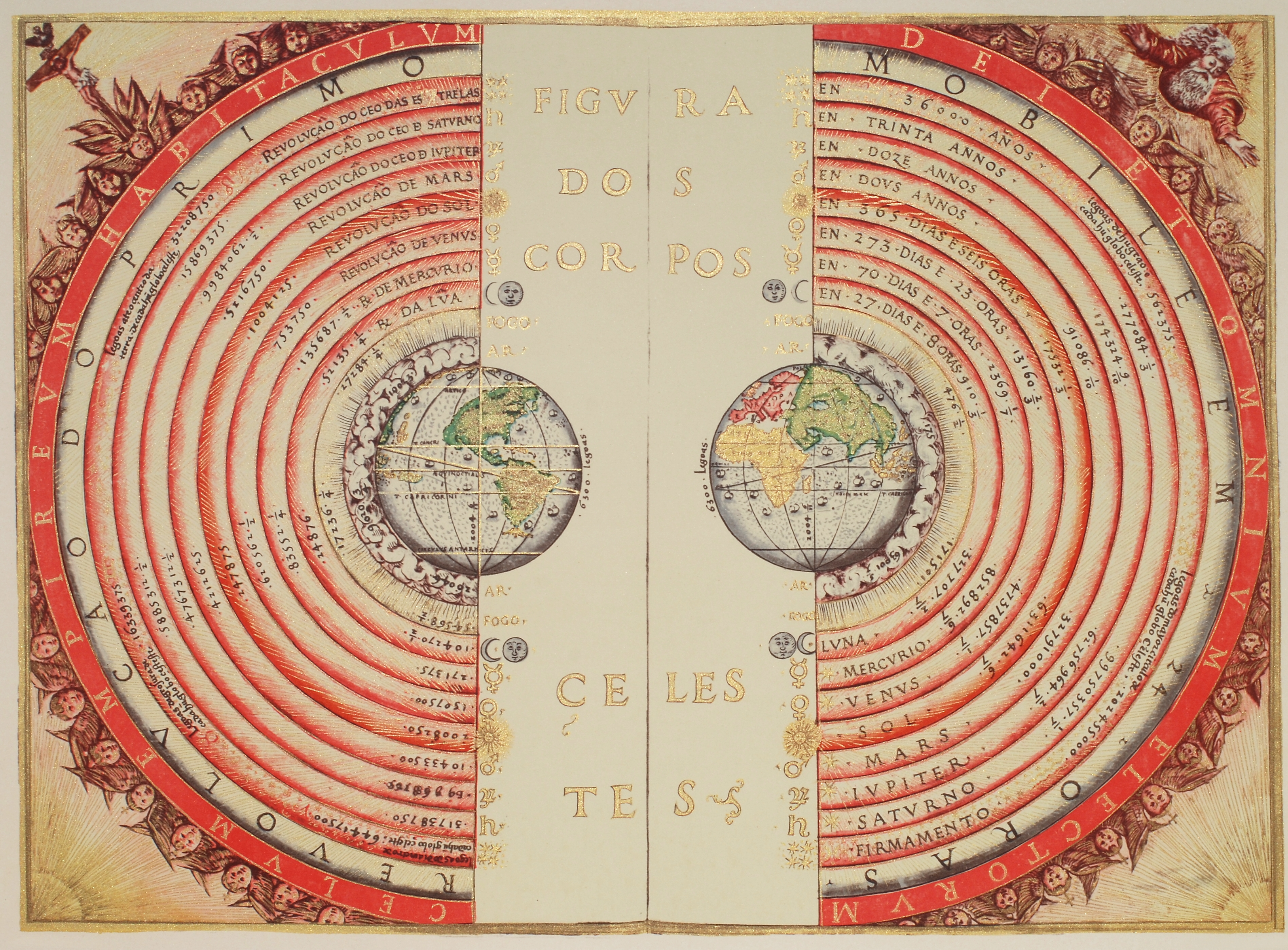
«Фігура небесних тіл» — ілюстрація геоцентричної системи світу Птолемея, зроблена португальським картографом Бартоломеу Велью 1568 року. Зберігається в Національній бібліотеці Франції

У Середньовіччі в католицькій Європі панувала геоцентрична система світу за Птолемеєм. Її разом із поглядами Арістотеля офіційно визнавали та підтриували церква та папський престол. Одним із головних популяризаторів системи гомоцентричних сфер Арістотеля був знаменитий філософ і богослов Тома Аквінський. Він вважав цю систему єдино правильною; епіцикли та ексцентри, закріплені в науці Птолемеєм, вважалися «неминучим злом», математичною фікцією, створеною для зручності розрахунків.
Натомість у Європі почали виникати університети. Попри те, що вони перебували тією чи іншою мірою під контролем католицької церкви, вони стали головними центрами наукової думки, сприяли розвитку та накопиченню знань про світобудову.

### Ісламський світ

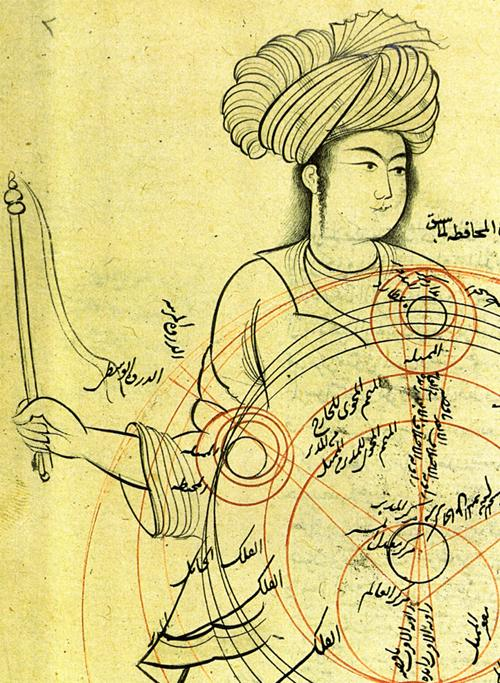
Манускрипт Кутб ад-Діна аш-Ширазі, що ілюструє його теорію планетних рухів

У галузі натуральної філософії та космології більшість арабських учених дотримувалися вчення Арістотеля. В його основі лежало розбиття Всесвіту на дві принципово різні частини — підмісячний та надмісячний світ. Підмісячний світ — це ділянка мінливого, непостійного, минущого; навпаки, надмісячний, небесний світ — це ділянка вічного та незмінного. З цим уявленням пов'язана концепція природних місць. Існує п'ять видів матерії, і всі вони мають свої природні місця в межах нашого світу: елемент землі — у самому центрі світу, далі йдуть природні місця елементів води, повітря, вогню, ефіру.
У галузі космології вчені країн ісламу були прихильниками геоцентричної системи світу. Однак велися суперечки щодо того, якому її варіанту слід надати перевагу: теорії гомоцентричних сфер чи теорії епіциклів.
У XII — початку XIII століття теорія епіциклів зазнала масованої атаки з боку арабських філософів і вчених Андалусії. Цей рух іноді називають «Андалусійським бунтом». Його засновником був Мухаммад ібн Баджа, відомий у Європі як Авемпац (пом. 1138), справу продовжив його учень Мухаммад ібн Туфайл (бл. 1110—1185) та учні останнього Hyp ад-Дін ал-Бітруджі (відомий також як також як Альпетрагій; пом. в 1185) і Аверроес; до них можна віднести й Маймоніда, представника юдейської громади Андалусії. Ці вчені були переконані, що теорія епіциклів, попри всі її переваги з математичної точки зору, не відповідає дійсності, оскільки існування епіциклів та ексцентричних деферентів суперечить фізиці Арістотеля, згідно з якою єдиним центром обертання небесних світил може бути лише центр світу, що збігається з центром Землі.
Однак і модель епіциклів у її птолемеївському варіанті (теорії бісекції ексцентриситету) не могла повністю задовольнити астрономів. У цій теорії для пояснення нерівномірності руху планет вважається, що рух центра епіциклу по деференту виглядає рівномірним при спостереженні не з центра деференту, але з деякої точки, яку називають еквантом, або зрівнювальною точкою. При цьому Земля також міститься не в центрі деференту, а зміщена в бік симетрично екванту відносно центра деференту. В теорії Птолемея кутова швидкість центра епіциклу відносно екванта незмінна, а при спостереженні з центра деференту кутова швидкість центра епіциклу під час руху планети змінюється. Це суперечить загальній ідеології докеплерівської астрономії, згідно з якою всі рухи небесних тіл складаються з рівномірних і колових.
Мусульманські астрономи (починаючи з ібн ал-Хайсама, XI століття) відзначили ще одну, суто фізичну складність теорії Птолемея. Згідно з теорією вкладених сфер, яку розвивав і сам Птолемей, рух центра епіциклу за деферентом подавався як обертання деякої матеріальної сфери. Однак неможливо уявити собі обертання твердого тіла навколо осі, що проходить через його центр, щоб швидкість обертання була незмінною відносно деякої точки за межами осі обертання.
Були спроби вийти і за межі геоцентричної системи: астрономи та філософи країн ісламу аналізували можливість обертання Землі навколо осі, висловлювали припущення про існування багатьох світів. Однак ці ідеї не набули розвитку.

### Русь

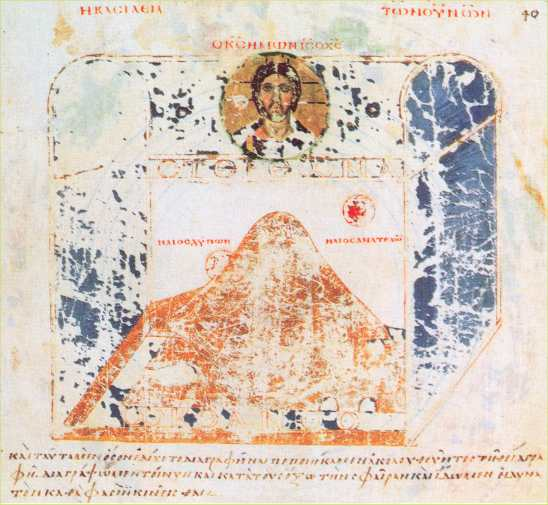
Картина світу з Козьми Індикоплевста (з «Християнської топографії»)

Уявлення про світ у ранній християнській Русі тісно пов'язане з богослов'ям. Потрібно було пояснити навколишній світ і не ввійти в протиріччя зі Святим Письмом. Ще в VI столітті з'явився рукопис «Християнська топографія» за авторством купця з Александрії Козьми Індікоплевста. У свій час вона мала популярність у Візантії, але після IX століття до неї не ставилися серйозно. Так, патріарх Фотій писав про неї болгарському цареві Михайлу як про не варту уваги, вказував на абсурдність викладених у ній уявлень про небо і бачив у авторі «більш оповідача байок, ніж оповідача істини». У домонгольський період вона проникла на Русь і залишалася авторитетом аж до XVII століття.
Козьма Індикоплевст відкидав гіпотезу про кулясту Землі і всю систему Птолемея, називаючи такі думки «круглоподібною єрессю». Обґрунтовував це він тим, що у Святому Письмі говориться — ангели після Другого пришестя будуть скликати трубним звуком народи «від кінця небес до кінця їх». І якщо Земля колоподібна, то й небо колоподібне, тобто немає краю, а це суперечить Письму. Далі, якщо небо «колоподібне» і, отже, не торкається краями до земної кулі, то як же тоді люди під час загального воскресіння сходитимуть від землі під час Другого пришестя? На думку Козьми, Земля мала форму прямокутника. Зверху цей прямокутник вивищується в гору, верхівка якої нахилена на північний захід, і на схилі цієї землі-гори від півночі до півдня живуть різні народи. При проходженні Сонце виявляється ближчим до південних земель, ніж до північних. Навколо Землі розташований океан, і з його краю височить тверда, але прозора стіна небесного склепіння, яка безпосередньо змикається з заокеанською землею.
Крім твору Козьми Індикоплевста була й інша книга — «Шестоднев» Івана, екзарха Болгарського, яка дійшла до нас у стародавньому рукописі, що сягає 1263 року. Ця праця значно суперечливіша, ніж перша. З одного боку, Іван викладає погляди, схожі на погляди Козьми, проте є натяки й на те, що автор уявляє собі Землю кулястою. Також, на відміну Козьми, він відрізняє планети від зір.
Третій космографічний твір Стародавньої Русі міститься в книзі Івана Дамаскина «Докладний виклад православної віри». Погляди, викладені в ній, прямо протилежні поглядам Козьми: зодіак описано у всіх подробицях, описано астрологічні доми планет, помітна симпатія до колоподібності Землі. У книзі Дамаскина не виділено цілісної думки щодо природи неба, але наведено всі погляди на єство неба. Співчутливо цитується погляд Василія Великого: «сего небесе божественный Василий тонкое быти, глаголет, естество, аки дым».

## Епоха Відродження (XV—XVI століття)

### Раннє Відродження (XV століття)
Новаторський характер має космологія Миколи Кузанського (1401—1464), викладена в трактаті «Про вчене незнання» . Він припускав матеріальну єдність Всесвіту і вважав Землю однією з планет, що також здійснює рух; небесні тіла населені, як і наша Земля, причому кожен спостерігач у Всесвіті на рівних підставах може вважати себе нерухомим. На його думку, Всесвіт безмежний, але скінченний, оскільки нескінченність властива одному тільки Богу. Водночас у Кузанського зберігається багато елементів середньовічної космології, зокрема віра в існування небесних сфер, включно із зовнішньою з них — сферою нерухомих зір. Однак ці «сфери» не є абсолютно круглими, їхнє обертання не є рівномірним, осі обертання не займають фіксованого положення в просторі. Внаслідок цього світ не має абсолютного центра і чіткої межі (ймовірно, саме в цьому сенсі потрібно розуміти тезу Кузанця про безмежність Всесвіту).

### Геліоцентрична система (друга половина XVI століття)
Перша половина XVI століття відзначена появою нової, геліоцентричної системи світу Миколая Коперника. У центр світу Коперник помістив Сонце, навколо якого оберталися планети (зокрема й Земля, яка до того ж ще обертання навколо осі). Всесвіт Коперник, як і раніше, вважав обмеженою сферою нерухомих зір; мабуть, зберігалася в нього й віра в існування небесних сфер.

### Пізнє Відродження (друга половина XVI століття)
Розвиваючи ідеї Коперника, англійський астроном Томас Діггес висловлював припущення, що простір нескінченний і заповнений зорями. Ці уявлення поглибив італійський філософ Джордано Бруно. Низка положень космології Бруно має новаторський і навіть революційний для свого часу характер, вони значною мірою передбачили багато положень космології Нового часу: уявлення про нескінченність Всесвіту та числа світів у ньому, ототожнення зір із далекими сонцями, уявлення про матеріальну єдність світобудови. Разом з тим, деякі уявлення Джордано Бруно (насамперед ідея про загальну одухотвореність матерії) наук незабаром відхилила.

Система світу Тихо Браге

Однак не всі вчені прийняли концепцію Коперника. Так, один із опонентів, Тихо Браге, називав її математичною спекуляцією. Він запропонував власну компромісну геогеліоцентричну систему світу, комбінувала вчення Птолемея й Коперника: Сонце, Місяць і зорі обертаються навколо нерухомої Землі, а всі планети й комети — навколо Сонця. Добового обертання Землі Браге теж не визнавав.

## Наукова революція (XVII століття)
Кеплер уявляв Всесвіт як кулю скінченного радіуса з порожниною посередині, де розташовувана Сонячна система. Кульовий шар за межами цієї порожнини Кеплер вважав заповненим зорями — об'єктами, що самосвітяться, але мають принципово іншу природу, ніж Сонце. Один із його аргументів є безпосереднім попередником фотометричного парадоксу. З ім'ям Кеплера пов'язана ще одна революція. Він замінює колові рухи, обтяжені численними еквантами, одне — за еліпсом і виводить закони руху по ньому, які нині носять його ім'я.
Галілео Галілей, залишаючи відкритим питання про нескінченність Всесвіту, відстоював думку, що зорі подібні до Сонця. В середині — другій половині XVII століття ці ідеї підтримали Рене Декарт, Отто фон Ґеріке і Християн Гюйгенс. Гюйгенсу належить перша спроба визначення відстані до зорі (Сіріуса) з припущенням про рівність її світності сонячній.
Одним із численних прихильників системи Браге у XVII столітті був видний італійський астроном, єзуїт Річчолі. Прямий доказ руху Землі навколо Сонця з'явився тільки 1727 року (аберація світла), але фактично систему Браге більшість учених відкинули ще в XVII столітті як невиправдано і штучно ускладнену, порівняно зі системою Коперника — Кеплера.

## XVIII—XIX століття
На порозі XVIII століття виходить у світ книга, що має колосальне значення для всієї сучасної фізики — «Математичні начала натуральної філософії» Ньютона. Ще тільки створюваний математичний аналіз дає можливість фізиці строго оцінювати факти, і навіть достовірно судити про якість теорій, що намагаються їх описати.
На цій основі вже у XVIII столітті Ньютон будує свою модель Всесвіту. Він усвідомлює, що в скінченному світі, наповненому гравітувальними тілами, неминуче настане момент, коли всі вони зіллються в одне. Таким чином, він вважає, що простір Всесвіту нескінченний.
У трактаті 1755 року, заснованому на роботах Томаса Райта, Іммануїл Кант припустив, що Галактика може бути обертовим тілом, яке складається з величезної кількості зір, утримуваних гравітаційними силами, подібними до тих, що діють у Сонячній системі, але в більших масштабах. З точки зору спостерігача, розташованого всередині Галактики (зокрема, в нашій Сонячній системі), утворений диск буде видно на нічному небі як світлу смугу. Кант висловив і припущення, що деякі з туманностей, видимих на нічному небі, можуть бути окремими галактиками.
Вільям Гершель висловив припущення, що туманності можуть бути далекими зоряними системами, подібними до системи Чумацького Шляху. 1785 року він спробував визначити форму й розміри Чумацького Шляху та положення в ньому Сонця, використовуючи метод «черпання» — підрахунку зір за різними напрямками. 1795 року, спостерігаючи планетарну туманність NGC 1514, він виразно побачив у її центрі одиничну зорю, оточену туманною речовиною. Отже, існування справжніх туманностей не викликало сумніву, і не потрібно було думати, що всі туманні плями — далекі зоряні системи.
1837 року В. Я. Струве на підставі власних спостережень виявив і виміряв річний паралакс α Ліри. Отримане значення (0,125" ± 0,055") було першим успішним визначенням паралаксу зорі взагалі.

## XX століття
XX століття — століття народження сучасної космології. Вона виникає на початку століття і в міру розвитку вбирає всі нові досягнення, такі як технології будівництва великих телескопів, космічні польоти і комп'ютери.
Перші кроки до вже сучасної космології зроблено в 1908—1916 роках. У цей час відкриття прямо пропорційної залежності між періодом і видимою зоряною величиною в цефеїд у Малій Магеллановій Хмарі (Генрієтта Лівітт, США) дозволило Ейнару Герцшпрунгу та Гарлоу Шеплі розробити метод визначення відстаней за цефеїдами.
1916 А. Ейнштейн пише рівняння загальної теорії відносності — теорії гравітації, що стала основою для домінівних космологічних теорій. 1917 року, намагаючись отримати розв'язок, що описує «стаціонарний» Всесвіт, Ейнштейн вводить до рівнянь загальної теорії відносності додатковий параметр — космологічну сталу.
У 1922—1924 року О. Фрідман застосовує рівняння Ейнштейна (без космологічної сталої і з нею) до всього Всесвіту і отримує нестаціонарні рішення.
1929 році Едвін Габбл відкриває закон пропорційності між швидкістю віддалення галактик і відстанню до них, пізніше названий його ім'ям. Стає очевидним, що Чумацький Шлях — лише невелика частина навколишнього Всесвіту. Разом з цим з'являється доведення гіпотези Канта: деякі туманності — галактики, подібні до нашої. Одночасно підтверджуються висновки Фрідмана про нестаціонарність навколишнього світу, а водночас і істинність вибраного напряму розвитку космології.
З цього моменту і аж до 1998 року класична модель Фрідмана без космологічної сталої стає домінівною. Вплив космологічної сталої на підсумковий розв'язок вивчається, але через відсутність експериментальних вказівок на її суттєвість для опису Всесвіту такі розв'язки для інтерпретації спостережних даних не застосовуються.
1932 року Ф. Цвіккі висуває ідею про існування темної матерії — речовини, що не проявляє себе електромагнітним випромінюванням, але бере участь у гравітаційній взаємодії. У той момент ідею зустріли скептично, і лише близько 1975 року вона отримала друге народження і стала загальноприйнятою.
У 1946—1949 роках Г. Гамов, намагаючись пояснити походження хімічних елементів, застосовує закони ядерної фізики до початку розширення Всесвіту. Так виникає теорія «гарячого Всесвіту» — теорія Великого Вибуху, а разом з нею і гіпотеза про ізотропне реліктове випромінювання з температурою кілька кельвінів.
1964 року А. Пензіас та Р. Вільсон відкривають ізотропне джерело перешкод у радіодіапазоні. Тоді ж з'ясовується, що це реліктове випромінювання, яке передбачив Гамов. Теорія гарячого Всесвіту отримує підтвердження, а в космологію приходить фізика елементарних частинок.
У 1991—1993 роках у космічних експериментах «Релікт-1» та COBE відкрито флуктуацію реліктового випромінювання. Щоправда, нобелівською премією пізніше відзначено лише деяких членів команди COBE.
1998 році за далекими надновими типу Ia будується діаграма Габбла для великих z. З'ясовується, що Всесвіт розширюється з прискоренням. Модель Фрідмана допускає подібне лише при введенні антигравітації, описуваної космологічною сталою. Виникає думка про існування особливого роду енергії, відповідальної за це т емної енергії. З'являється сучасна теорія розширення — ΛCDM-модель, що включає як темну енергію, так і темну матерію.

### Велика суперечка

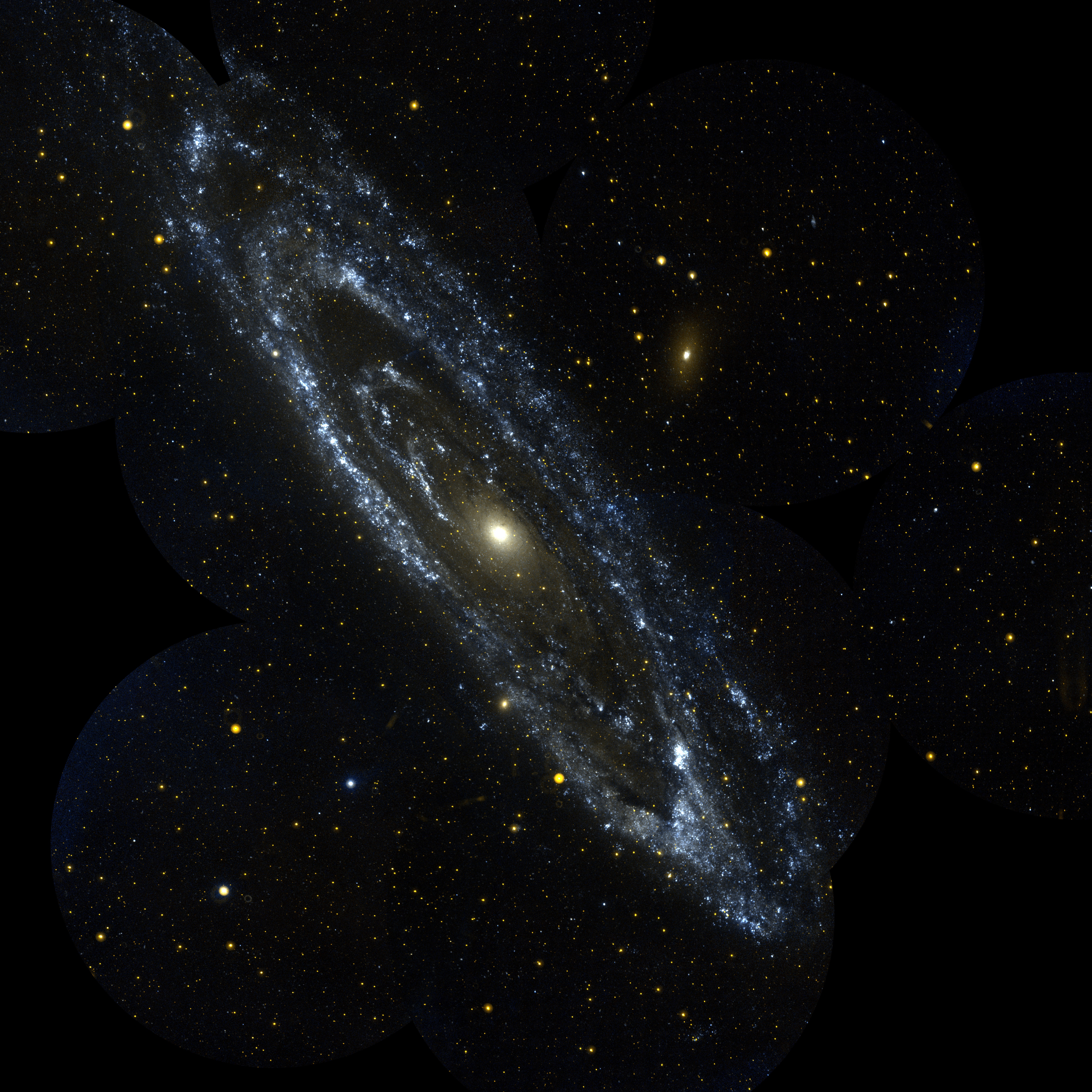
Галактика Андромеди в ультрафіолетових променях

В історії астрономії Велика суперечка (іноді Великий спір, Великі дебати, Велика дискусія), яку також називають дебатами між Гарлоу Шеплі та Гебером Кертісом, була найважливішою дискусією, яка стосувалася природи спіральних туманностей та розміру Всесвіту. Основне питання в рамках обговорення формулювалося так: чи були далекі туманності відносно невеликими об'єктами, які лежали в межах нашої Галактики, чи ж вони були великими, незалежними галактиками, подібні до Чумацького Шляху. Обговорення відбулося 26 квітня 1920 року в залі ім. Байрда в Національному музеї природознавства у Вашингтоні. Двоє вчених протягом дня уперше представили незалежні наукові роботи з теми «Шкала відстаней у Всесвіті», і того ж вечора взяли участь у спільному обговоренні. Більшість інформації про Велику суперечку нам відома з двох робіт, які Шеплі та Кертіс опублікували в травні 1921 року у випуску Бюлетеня Національної ради з наукових досліджень. Опубліковані роботи містять набір аргументів та позицію, якої дотримувався кожен з учених 1920 року.
Шеплі наводив аргументи на користь того, що Чумацький Шлях — це і є весь Всесвіт. Він вважав, що туманності, такі як Туманність Андромеди та інші об'єкти спіральної форми, просто частина Чумацького Шляху. Його основним аргументом був відносний розмір туманностей: якби Туманність Андромеди була частиною Чумацького Шляху, то відстань до неї мала б бути близько 108 світлових років, з чим більшість астрономів на той час не могли погодитися. Адріан ван Маанен також надав докази аргументів Шеплі. Ван Маанен був дуже шанованим астрономом того часу, він стверджував, що особисто спостерігав, як спіральна туманність Цівочне Колесо обертається. Якби вона насправді була окремою галактикою і можна було б спостерігати зміни в ній, це було б порушенням універсального обмеження швидкості — швидкості світла. Пізніше стало ясно, що спостереження ван Маанена були некоректними — ніхто не може побачити обертання галактики навіть за час, який можна порівняти з тривалістю життя людини. Ще одним фактом, який, здавалося, свідчив на користь теорії Шеплі, був спалах Нової зорі в Туманності Андромеди, який на певний час затьмарив собою ядро галактики, тобто вона виділила абсолютно абсурдну для нормальної нової кількість енергії. Таким чином, Нова і туманність мали перебувати в межах нашої Галактики, оскільки, якщо Туманність Андромеди сама була б галактикою, то Новій довелося б бути неймовірно яскравою, щоб бути видимою з такої великої відстані.
Зі свого боку, Кертіс стверджував, що Туманність Андромеди та інші такі ж туманності були окремими галактиками, або «островами у Всесвіті». Він показав, що в Туманності Андромеди було більше нових, ніж у всьому Чумацькому Шляху. Виходячи з цього, він міг запитати, чому в одній невеликій частині галактики нових більше, ніж у всіх інших місцях. Це спостереження змушує його вважати, що Туманність Андромеди є окремою галактикою зі своєю історією та своїм набором нових зірок. Він також зазначив, що в інших галактиках є темні прожилки, схожі на хмари пилу, знайдені в нашій Галактиці, і також є великі значення доплерівських зсувів.
Завдяки праці Едвіна Габбла нині відомо, що Чумацький Шлях є лише однією з сотень мільярдів галактик у видимому всесвіті, і докази Кертіса були істиннішими в дебатах з цього питання. Крім того, нині відомо, що Нова Шеплі, згадана в його аргументах, була насправді надновою, яка дійсно тимчасово затьмарила за яскравістю всю галактику. Але в інших аспектах результати дискусії були не настільки однозначними: фактичний розмір Чумацького Шляху міститься між розмірами, запропонованими Шеплі та Кертісом. Також перемогла модель Галактики Шеплі: Кертіс помістив Сонце в центр Галактики, водночас Шеплі правильно помістив Сонце в зовнішню ділянку Галактики.